# Hans-Heinrich Sievert
Hans-Heinrich Sievert (* 1. Dezember 1909 in Grittern bei Erkelenz; † 6. April 1963 in Eutin) war ein deutscher Leichtathlet und Olympiateilnehmer, der in den 1930er-Jahren im Zehnkampf, in den Wurfdisziplinen und im Weitsprung erfolgreich war. 

## Laufbahn
Sein größter Erfolg ist der Sieg bei den Europameisterschaften 1934. Außerdem stellte er am 8. Juli 1934 in Hamburg einen Zehnkampf-Weltrekord auf. Sievert wurde vierfacher Deutscher Meister im Zehnkampf (1931, 1933, 1934 und 1938), je zweimal im Kugelstoßen (1930 und 1933) und im Diskuswurf (1933 und 1934) sowie einmal im Fünfkampf (1938).
Hans-Heinrich Sievert galt zur Zeit des Nationalsozialismus als Symbol der „Herrenrasse“ und als große Hoffnung während der Olympischen Spiele 1936. Sievert nahm jedoch wegen einer Verletzung nicht am Zehnkampf teil, bei dem Glenn Morris (USA) Sieverts Weltrekord überbot.
Sievert wurde 1938 an der Universität Hamburg mit der juristischen Dissertation Der Ehegattenerbhof promoviert und übte den Beruf eines Amtsgerichtsrats aus. Am 14. Februar 1940 beantragte er die Aufnahme in die NSDAP und wurde zum 1. Juli desselben Jahres aufgenommen (Mitgliedsnummer 8.488.323). Im Zweiten Weltkrieg geriet er als Offizier der Wehrmacht 1944 in Ungarn auf eine Mine und verlor den linken Fuß. Nach dem Krieg war er Vorsitzender des Hamburger Leichtathletikverbandes und Sportreferent der Bundesregierung. 1957 erkrankte er schwer, gab seine Ämter auf und lebte seitdem auf dem Bauernhof seines Vaters in Liensfeld.
Er war mit Ruth Hagemann verheiratet, einer in den 1930er-Jahren bekannten Leichtathletin. Seine beiden Töchter waren in den 1960er-Jahren ebenfalls Leichtathleten.
Hans-Heinrich Sievert gehörte dem Sportverein Eimsbütteler TV an. In seiner Wettkampfzeit war er 1,88 m groß und wog 88 kg.

## Persönliche Bestleistungen
- Weitsprung: 7,48 m, 7. Juli 1934, Hamburg
- Kugelstoßen: 15,89 m, 18. Juni 1933, Berlin
- Diskuswurf: 49,32 m, 12. August 1933, Köln
- Zehnkampf: 8790 Punkte (heutige Wertung 7147), 8. Juli 1934, Hamburg

## Einsätze bei internationalen Höhepunkten
- Internationale Universitätsspiele 1930:
Kugelstoßen: Silber (14,53 m)
- Olympische Spiele 1932 in Los Angeles:
Kugelstoßen: Platz 6 (13,87 - 14,99 - 14,75 - 15,07 m - ungültig - ungültig)
Diskuswurf: Platz 11 (ungültig - 38,92 - 44,51 m)
Zehnkampf: Platz 5 (7941,075 Punkte = 6515 Punkte nach der Tabelle von 1985: 11,4 s - 6,97 m - 14,50 m - 1,78 m - 53,6 s - 16,1 s - 44,54 m - 3,20 m - 53,91 m - 5:18,0 min)
- Internationale Universitätsspiele 1933:
Weitsprung: Bronze (6,94 m)
Kugelstoßen: Bronze (14,95 m)
Diskuswurf: Bronze (44,54 m)
Fünfkampf: Gold (4163 Punkte)
- Europameisterschaften 1934 in Turin:
Zehnkampf: Gold (8103,245 Punkte = 6688 Punkte nach Tabelle von 1985: 11,2 s - 7,00 m - 14,77 m - 1,80 m - 49,6 s - 16,0 s - 45,03 m - 3,30 m - 55,47 m - 5:55,2 min)
- Internationale Universitätsspiele 1935:
Diskuswurf: Gold (46,47 m)
- Olympische Spiele 1936 in Berlin:
Kugelstoßen: Platz 10 (14,79 m – 14,43  – 13,23)
- Europameisterschaften 1938 in Paris:
Zehnkampf: DNF (11,3 s – 6,68 m – 14,39 m – 1,75 m)